# Ramin Djawadi

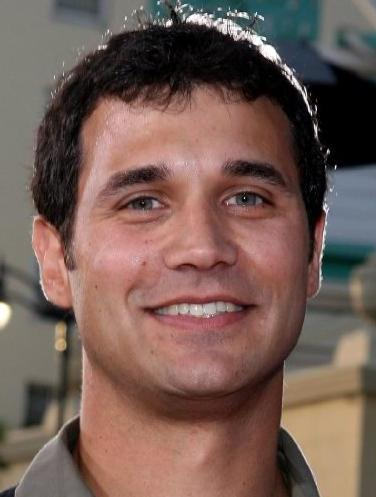
Ramin Djawadi (2008)

Ramin Djawadi (* 19. Juli 1974 in Rheinhausen, heute zu Duisburg) ist ein deutsch-iranischer Komponist orchestraler Musik für Film, Fernsehen und Computerspiele. Er wurde vor allem durch seine Musik für die US-Fernsehserie Game of Thrones bekannt.

## Leben
Ramin Djawadi ist der Sohn eines Iraners und einer Deutschen. Der gebürtige Rheinhausener begann mit vier Jahren, sein erstes Instrument, die Orgel, zu spielen. Er konzentrierte sich später als Teenager auf die Gitarre und andere Saiteninstrumente. Metallica und Coldplay waren seine Vorbilder; er beschloss, in den USA zu studieren, um dort Filmmusiker zu werden.
Djawadi machte 1998 seinen Abschluss mit Summa cum laude am Berklee College of Music. Anschließend warb Hans Zimmer ihn für seine Remote Control Productions an. Dort assistierte er anfangs Klaus Badelt, später auch Zimmer selbst, z. B. bei Filmen wie Batman Begins und Fluch der Karibik. Eigenständige Filmmusiken schrieb er zu Blade: Trinity (mit RZA), Ask the Dust, Jagdfieber, Mr. Brooks, Deception – Tödliche Versuchung und Iron Man. Bei den 22. Annual ASCAP Film and Television Music Awards gewann Djawadi zusammen mit Paul Westerberg einen Preis für seinen Beitrag zum Score von Jagdfieber.
Djawadi komponierte auch für Computerspiele, so schrieb er 2016 die Musik zu Gears of War 4.
Darüber hinaus komponiert Djawadi Titelmelodien für Fernsehserien. Seine Musik zu Prison Break brachte ihm 2006 eine Nominierung für den Emmy in der Kategorie „Outstanding Main Title Theme Music“ („Herausragende Titelmusik“) ein. Am 3. September 2007 veröffentlichte er ein Album mit seiner Musik zu der Serie. Guillermo del Toro engagierte ihn im Februar 2012 als Komponist für den Actionfilm Pacific Rim, der 2013 in die Kinos kam. Das Titelstück ließ er von Tom Morello einspielen, dem Gitarristen der Band Rage Against the Machine.
Ab 2011 schrieb Djawadi die Musik zu den erfolgreichen US-Fernsehserien Game of Thrones (bis 2019) und Person of Interest (bis 2016). Seit 2016 komponiert er die Musik zur Serie Westworld. Ein Stück aus dem Soundtrack ist eine orchestrale Coverversion des Hits Paint It Black von den Rolling Stones.
Sowohl 2018 als auch 2019 gewann Djawadi für seine Arbeit an Game of Thrones den Emmy Award.

## Filmografie (Auswahl)

### Filme
- 2003: Fluch der Karibik (Pirates of the Caribbean: The Curse of the Black Pearl, zusätzliche Musik)
- 2004: Thunderbirds (zusammen mit Hans Zimmer)
- 2004: Blade: Trinity (zusammen mit RZA)
- 2006: Jagdfieber (Open Season)
- 2006: Ask the Dust
- 2007: Mr. Brooks – Der Mörder in Dir (Mr. Brooks)
- 2008: Fly Me to the Moon 3D
- 2008: Iron Man
- 2008: Deception – Tödliche Versuchung (Deception)
- 2009: The Unborn
- 2010: Kampf der Titanen (Clash of the Titans)
- 2010: Sammys Abenteuer – Die Suche nach der geheimen Passage (Sammy’s avonturen: De geheime doorgang)
- 2011: Fright Night
- 2012: Safe House
- 2012: Red Dawn
- 2013: Pacific Rim
- 2013: African Safari 3D
- 2014: Dracula Untold
- 2016: Warcraft: The Beginning (Warcraft)
- 2016: The Great Wall
- 2017: Zwischen zwei Leben (The Mountain Between Us)
- 2018: Das Zeiträtsel (A Wrinkle in Time)
- 2018: Slender Man
- 2019: Royal Corgi – Der Liebling der Queen (The Queen’s Corgi)
- 2021: Reminiscence – Die Erinnerung stirbt nie (Reminiscence)
- 2021: Eternals
- 2022: Uncharted
- 2022: Metal Lords

### Fernsehen
- 2005: Nemesis – Der Angriff (Threshold)
- 2005–2009, 2017: Prison Break
- 2006: Blade – Die Jagd geht weiter (Blade: The Series)
- 2010: FlashForward
- 2011–2012: Breakout Kings
- 2011–2016: Person of Interest
- 2011–2019: Game of Thrones
- 2014–2017: The Strain
- 2016–2022: Westworld
- seit 2018: Tom Clancy’s Jack Ryan
- seit 2022: House of the Dragon
- 2024: 3 Body Problem
- 2024: Fallout

## Ludografie
- 1999: System Shock 2
- 2010: Medal of Honor
- 2010: Need for Speed: Shift 2 Unleashed
- 2012: Medal of Honor: Warfighter
- 2016: Gears of War 4[5]
- 2019: Gears 5
- 2021: New World

## Auszeichnungen und Nominierungen (Auswahl)

### Auszeichnungen
- 2018: Emmy: Herausragende Musikkomposition für eine Serie (Drama) für Game of Thrones (Episode: Der Drache und der Wolf)[6]
- 2019: Emmy: Herausragende Musikkomposition für eine Serie (Drama) für Game of Thrones (Episode: Die Lange Nacht)[6]

### Nominierungen
- 2006: Emmy: Herausragende Titelmelodie für eine Serie für Prison Break
- 2009: Grammy: Bester komponierter Soundtrack für visuelle Medien für Iron Man
- 2010: Emmy: Herausragende Musikkomposition für eine Serie (Drama) für FlashForward (Episode: Blackout)
- 2014: Emmy: Herausragende Musikkomposition für eine Serie (Drama) für Game of Thrones (Episode: Der Berg und die Viper)
- 2017: Emmy: Herausragende Titelmelodie für eine Serie (Drama) für Westworld
- 2018: Emmy: Herausragende Musikkomposition für eine Serie (Drama) für Westworld (Episode: Eine neue Stimme)
- 2018: Grammy: Bester komponierter Soundtrack für visuelle Medien für Game of Thrones (Staffel 7)
- 2020: Grammy: Bester komponierter Soundtrack für visuelle Medien für Game of Thrones (Staffel 8)